# Кейсем, Джин
Джин Томпсон Кейсем (англ. Jean Thompson Kasem; род. 1954) — американская актриса.

## Биография
Джин Томпсон была одной из пяти детей в семье Ирен Селии и Герберта Оуэнса Томпсона-старшего. Она имеет норвежские корни по материнской линии. Джин росла в Портсмуте, штат Нью-Гэмпшир, пока её отец, работавший госслужащим, не перевёз в 1963 году семью на Гуам. В 16 лет она поступила в Гуамский университет, однако уже через год вышла замуж за лейтенанта ВМС США и стала работать официанткой и продавщицей на военных базах, где служил её муж. Их брак продлился шесть лет. Джин переехала в Калифорнию, где безуспешно пыталась устроиться работать тележурналисткой. Разочаровавшись, она окончила актёрские курсы и вскоре стала сниматься в телесериалах, таких как «Мэтт Хьюстон», «Остров фантазий» и «Элис».
Джин сыграла роль Лоретты Тортелли в сериале «Весёлая компания» и спин-оффе The Tortellis, а также эпизодическую роль в фильме «Охотники за привидениями». Она также озвучивала мультипликационные сериалы, такие как «Чёрный Плащ» и «Джонни Браво». Джин была приглашённой звездой во многих фильмах и телешоу, в том числе «Проблемы роста», «Сибилл», «Охотник», «Голливудские квадраты», «Два моих отца» и «Хоуп и Глория».
Джин Кейсем имеет 12 патентов Ведомства по патентам и товарным знакам США на дизайн детских кроваток и балдахинов, которые выпускает её компания Little Miss Liberty Round Crib Company.
В 1980 году Джин вышла замуж за американского радиоведущего и актёра Кейси Кейсема (1932—2014). В 1990 году у них родилась дочь Либерти Джин Кейсем.

## Фильмография
| Год       |    | Русское название         | Оригинальное название | Роль                         |
| --------- | -- | ------------------------ | --------------------- | ---------------------------- |
| 1982      | с  |                          | Strike Force          | Марлен                       |
| 1983      | с  | Мэтт Хьюстон             | Matt Houston          | Андреа                       |
| 1983      | с  | Мы сделали это           | We Got It Made        | Кларисса                     |
| 1983      | с  | Элис                     | Alice                 | Бабетта                      |
| 1984      | с  | Остров фантазий          | Fantasy Island        | актриса                      |
| 1984      | ф  | Охотники за привидениями | Ghost Busters         | высокая женщина на вечеринке |
| 1985      | мф | Звёздные феи             | Star Fairies          | True Love                    |
| 1987      | с  |                          | The Tortellis         | Лоретта Тортелли             |
| 1989      | с  | Проблемы роста           | Growing Pains         | Диди Девитт                  |
| 1989      | с  | Два моих отца            | My Two Dads           | имя персонажа неизвестно     |
| 1990      | тф | Рок Хадсон               | Rock Hudson           | Мадж                         |
| 1990      | ф  | Эллиот Фамен             | Elliot Fauman, Ph.D.  | Мередит Дешли                |
| 1990      | тф | Божьи любимцы            | Fall from Grace       | риелтор из Палм-Спрингс      |
| 1991      | с  | Сеть                     | Dragnet               | мисс Ламорок                 |
| 1991      | с  | Охотник                  | Hunter                | Ванда Креббс                 |
| 1991      | тф | Идеальные преступления   | Perfect Crimes        | Шейла                        |
| 1991      | тф | Леди — Сказка            | The Story Lady        | чувственная колдунья         |
| 1992      | мс | Чёрный Плащ              | Darkwing Duck         | имя персонажа неизвестно     |
| 1984—1993 | с  | Весёлая компания         | Cheers                | Лоретта Тортелли             |
| 1994      | с  |                          | Nurses                | Джин                         |
| 1994      | ф  | Миллион для Хуана        | A Million to Juan     | гостья на вечеринке          |
| 1994      | с  |                          | The 5 Mrs. Buchanans  | Франс «Тинк» Ларсон          |
| 1995      | с  | Хоуп и Глория            | Hope & Gloria         | Кэнди                        |
| 1997      | мс | Джонни Браво             | Johnny Bravo          | Табита / мама Сьюзи          |
| 1997      | с  |                          | Malcolm & Eddie       | медсестра Л. Рид             |
| 1999      | с  | Добро против зла         | G vs E                | жена                         |